# Lista de prêmios e indicações recebidos por Aerosmith
Esta é a lista de prêmios e indicações recebidos por Aerosmith, uma banda estadunidense de hard rock formada em Boston, Massachusetts em 1970. O grupo musical lançou quinze álbuns de estúdio: Aerosmith (1973), Get Your Wings (1974), Toys in the Attic (1975), Rocks (1976), Draw the Line (1977), Night in the Ruts (1979), Rock in a Hard Place (1982), Done with Mirrors (1985), Permanent Vacation (1987), Pump (1989), Get a Grip (1993), Nine Lives (1997), Just Push Play (2001), Honkin' on Bobo (2004), e Music from Another Dimension! (2012). Os álbuns foram lançados pelas gravadoras Columbia Records ou Geffen Records.
Aerosmith recebeu trinta e seis nomeações para o MTV Video Music Awards, conquistando dez prêmios; o grupo musical é o nono artista mais premiado e o terceiro conjunto com maior número de conquistas na história da cerimônia. Aerosmith é também o artista mais premiado de todos os tempos nas categorias Best Rock Video (com quatro prêmios) e Viewer's Choice (com três prêmios); o grupo também conquistou um prêmio nas categorias Video of the Year, Best Group Video e Best Video from a Film. No Grammy Awards, o grupo tem quatro conquistas, todas na categoria Best Rock Performance by a Duo or Group with Vocal pelas canções "Janie's Got a Gun", "Livin' on the Edge", "Crazy" e "Pink", durante as cerimónias de 1990, 1994, 1995 e 1999, respectivamente. Na categoria, Aerosmith é o segundo artista com maior número de conquistas, atrás apenas de U2. Em 1992, Aerosmith conquistou reconhecimento em sua cidade natal, recebendo os prêmios Outstanding Rock Band e Best Rock Video do Boston Music Awards. Aerosmith também coletou seis American Music Awards, quatro Billboard Music Awards, dois People's Choice Awards e muitos outros prêmios. Em geral, o conjunto recebeu trinta e três prêmios em oitenta e cinco indicações.

## American Music Awards
O American Music Awards foi criado em 1973 por Dick Clark para honrar anualmente os artistas que fizeram sucesso na América (premiação alternativa ao Grammy Awards, MTV Video Music Awards, etc). Aerosmith recebeu seis prêmios em dez indicações.
| Ano  | Recipiente | Categoria                             | Resultado |
| ---- | ---------- | ------------------------------------- | --------- |
| 1990 | Aerosmith  | Favorite Heavy Metal/Hard Rock Artist | Indicado  |
| 1991 | Aerosmith  | Favorite Pop/Rock Band, Duo, or Group | Venceu    |
| 1991 | Aerosmith  | Favorite Heavy Metal Artist           | Venceu    |
| 1991 | Pump       | Favorite Heavy Metal/Hard Rock Album  | Indicado  |
| 1994 | Aerosmith  | Favorite Pop/Rock Band/Duo/Group      | Venceu    |
| 1994 | Aerosmith  | Favorite Heavy Metal/Hard Rock Artist | Venceu    |
| 1998 | Aerosmith  | Favorite Pop/Rock Band, Duo, or Group | Venceu    |
| 1999 | Aerosmith  | Favorite Pop/Rock Band                | Indicado  |
| 2000 | Aerosmith  | International Artist Award            | Venceu    |

## Billboard Music Awards
O Billboard Music Awards é uma cerimônia realizada anualmente e patrocinada pela revista Billboard. Aerosmith recebeu quatro prêmios em cinco indicações.
| Ano  | Recipiente | Categoria                       | Resultado |
| ---- | ---------- | ------------------------------- | --------- |
| 1990 | Aerosmith  | Rock Album Artist               | Venceu    |
| 1994 | Aerosmith  | #1 Rock Artist                  | Venceu    |
| 1998 | "Pink"     | Best Clip (Hard Rock/Metal)     | Indicado  |
| 1999 | Aerosmith  | Artist Achievement Award        | Venceu    |
| 2001 | "Jaded"    | Best Hard Rock Clip of the Year | Venceu    |

## Boston Music Awards
O Boston Music Awards é uma cerimônia anual realizada em Boston, Massachusetts. Aerosmith recebeu dois prêmios em seis indicações.
| Ano  | Recipiente                     | Categoria             | Resultado |
| ---- | ------------------------------ | --------------------- | --------- |
| 1992 | Aerosmith                      | Outstanding Rock Band | Venceu    |
| 1992 | Aerosmith                      | Best Rock Video       | Venceu    |
| 1999 | "I Don't Want to Miss a Thing" | Video of the Year     | Indicado  |
| 1999 | Aerosmith                      | Act of the Year       | Indicado  |
| 1999 | Aerosmith                      | Rock Band of the Year | Indicado  |
| 2001 | "Angel's Eye"                  | Single of the Year    | Indicado  |

## Grammy Awards
O Grammy Awards é considerado o prêmio mais importante da indústria musical internacional, que acontece anualmente pela National Academy of Recording Arts and Sciences. Aerosmith recebeu quatro prêmios em dezessete indicações.
| Ano  | Recipiente                               | Categoria                                          | Resultado |
| ---- | ---------------------------------------- | -------------------------------------------------- | --------- |
| 1990 | "Love in an Elevator"                    | Best Rock Performance by a Duo or Group with Vocal | Indicado  |
| 1991 | "Janie's Got a Gun"                      | Best Rock Performance by a Duo or Group with Vocal | Venceu    |
| 1994 | "Livin' on the Edge"                     | Best Rock Performance by a Duo or Group with Vocal | Venceu    |
| 1994 | "Livin' on the Edge"                     | Best Rock Song                                     | Indicado  |
| 1994 | "Cryin'"                                 | Best Rock Song                                     | Indicado  |
| 1994 | "Boogie Man"                             | Best Rock Instrumental Performance                 | Indicado  |
| 1995 | "Crazy"                                  | Best Rock Performance by a Duo or Group with Vocal | Venceu    |
| 1998 | "Falling in Love (Is Hard on the Knees)" | Best Rock Performance by a Duo or Group with Vocal | Indicado  |
| 1998 | Nine Lives                               | Best Rock Album                                    | Indicado  |
| 1999 | "Pink"                                   | Best Rock Performance by a Duo or Group with Vocal | Venceu    |
| 1999 | "Pink"                                   | Best Music Video, Short Form                       | Indicado  |
| 1999 | "I Don't Want to Miss a Thing"           | Best Pop Performance by a Duo or Group with Vocal  | Indicado  |
| 2002 | "Jaded"                                  | Best Rock Performance by a Duo or Group with Vocal | Indicado  |
| 2002 | "Jaded"                                  | Best Rock Song                                     | Indicado  |
| 2002 | "Fly Away From Here"                     | Best Music Video, Short Form                       | Indicado  |
| 2002 | Just Push Play                           | Best Rock Album                                    | Indicado  |
| 2003 | "Girls of Summer"                        | Best Rock Performance by a Duo or Group with Vocal | Indicado  |

## MTV Europe Music Awards
O MTV Europe Music Awards é uma cerimônia de premiação anual estabelecida pela MTV Europe em 1994. Aerosmith recebeu duas conquistas em seis indicações.
| Ano  | Recipiente | Categoria     | Resultado |
| ---- | ---------- | ------------- | --------- |
| 1994 | Aerosmith  | Best Rock     | Venceu    |
| 1994 | Aerosmith  | Best Group    | Indicado  |
| 1994 | "Cryin'"   | Best Song     | Indicado  |
| 1997 | Aerosmith  | Best Rock     | Indicado  |
| 1997 | Aerosmith  | Best Live Act | Indicado  |
| 1998 | Aerosmith  | Best Rock     | Venceu    |

## MTV Movie Awards
O MTV Movie Awards é uma premiação voltada para o cinema, realizado anualmente pelo canal MTV. Aerosmith recebeu uma indicação.
| Ano  | Recipiente                     | Categoria | Resultado |
| ---- | ------------------------------ | --------- | --------- |
| 1999 | "I Don't Want To Miss A Thing" | Best Song | Indicado  |

## MTV Video Music Awards
O MTV Video Music Awards é uma cerimônia anual estabelecida pela MTV em 1984. Aerosmith recebeu dez prêmios em trinta e seis nomeações.
| Ano  | Recipiente                               | Categoria                         | Resultado |
| ---- | ---------------------------------------- | --------------------------------- | --------- |
| 1988 | "Dude (Looks Like a Lady)"               | Best Group Video                  | Indicado  |
| 1988 | "Dude (Looks Like a Lady)"               | Best Stage Performance in a Video | Indicado  |
| 1989 | "Rag Doll"                               | Best Heavy Metal Video            | Indicado  |
| 1990 | "Janie's Got a Gun"                      | Best Metal/Hard Rock Video        | Venceu    |
| 1990 | "Janie's Got a Gun"                      | Viewer's Choice                   | Venceu    |
| 1990 | "Janie's Got a Gun"                      | Video of the Year                 | Indicado  |
| 1990 | "Janie's Got a Gun"                      | Best Group Video                  | Indicado  |
| 1990 | "Janie's Got a Gun"                      | Best Direction in a Video         | Indicado  |
| 1990 | "Janie's Got a Gun"                      | Best Art Direction in a Video     | Indicado  |
| 1990 | "Janie's Got a Gun"                      | Best Editing in a Video           | Indicado  |
| 1990 | "Janie's Got a Gun"                      | Best Cinematography in a Video    | Indicado  |
| 1991 | "The Other Side"                         | Best Metal/Hard Rock Video        | Venceu    |
| 1991 | Things That Go Pump in the Night         | Best Long Form Video              | Indicado  |
| 1993 | "Livin' on the Edge"                     | Viewer's Choice                   | Venceu    |
| 1993 | "Livin' on the Edge"                     | Video of the Year                 | Indicado  |
| 1993 | "Livin' on the Edge"                     | Best Metal/Hard Rock Video        | Indicado  |
| 1993 | "Livin' on the Edge"                     | Breakthrough Video                | Indicado  |
| 1993 | "Livin' on the Edge"                     | Best Special Effects in a Video   | Indicado  |
| 1993 | "Livin' on the Edge"                     | Best Art Direction in a Video     | Indicado  |
| 1994 | "Cryin'"                                 | Video of the Year                 | Venceu    |
| 1994 | "Cryin'"                                 | Viewer's Choice                   | Venceu    |
| 1994 | "Cryin'"                                 | Best Group Video                  | Venceu    |
| 1994 | "Cryin'"                                 | Best Metal/Hard Rock Video        | Indicado  |
| 1994 | "Amazing"                                | Best Direction in a Video         | Indicado  |
| 1994 | "Amazing"                                | Best Special Effects in a Video   | Indicado  |
| 1994 | "Amazing"                                | Best Art Direction in a Video     | Indicado  |
| 1994 | "Amazing"                                | Best Editing in a Video           | Indicado  |
| 1994 | "Amazing"                                | Best Cinematography in a Video    | Indicado  |
| 1997 | "Falling in Love (Is Hard on the Knees)" | Best Rock Video                   | Venceu    |
| 1998 | "Pink"                                   | Best Rock Video                   | Venceu    |
| 1998 | "Pink"                                   | Best Special Effects in a Video   | Indicado  |
| 1998 | "I Don't Want to Miss a Thing"           | Best Video from a Film            | Venceu    |
| 1998 | "I Don't Want to Miss a Thing"           | Best Editing in a Video           | Indicado  |
| 2001 | "Jaded"                                  | Best Rock Video                   | Indicado  |
| 2001 | "Jaded"                                  | Best Art Direction in a Video     | Indicado  |
| 2001 | "Jaded"                                  | Best Cinematography in a Video    | Indicado  |

## People's Choice Awards
O People's Choice Awards é uma premiação realizada anualmente desde 1975. Aerosmith recebeu dois prêmios em duas indicações.
| Ano  | Recipiente | Categoria              | Resultado |
| ---- | ---------- | ---------------------- | --------- |
| 1994 | Aerosmith  | Favorite Rock Group    | Venceu    |
| 1999 | Aerosmith  | Favorite Musical Group | Venceu    |

## Soul Train Music Awards
O Soul Train Music Awards é uma cerimônia de premiação que, desde 1987, honra anualmente o melhor artista afro-estadunidense. Aerosmith recebeu um prêmio, que compartilharam com Run-D.M.C..
| Ano  | Recipiente                               | Categoria         | Resultado |
| ---- | ---------------------------------------- | ----------------- | --------- |
| 1987 | "Walk This Way" (Run-D.M.C. e Aerosmith) | Best Rap - Single | Venceu    |

## Teen Choice Awards
O Teen Choice Awards é uma premiação realizada anualmente pela Fox Broadcasting Company. Aerosmith recebeu dois prêmios.
| Ano  | Recipiente                     | Categoria         | Resultado |
| ---- | ------------------------------ | ----------------- | --------- |
| 1999 | "I Don't Want to Miss a Thing" | Choice Love Song  | Venceu    |
| 2001 | "Jaded"                        | Choice Rock Track | Venceu    |